# Travelling Fields
Travelling Fields (deutsch Vorbeiziehende Felder) ist ein norwegischer Kurzfilm von Inger Lise Hansen aus dem Jahr 2009. In Deutschland feierte der Film am 4. Mai 2010 bei den Internationalen Kurzfilmtagen in Oberhausen Premiere.

## Handlung
Durch Perspektivänderungen entstehen Phänomene, sodass Orte neu definiert werden. Eine Kamera fährt kopfüber auf einem Kamerawagen und filmt die Topografie auf der Halbinsel Kola in Fennoskandinavien.

## Kritiken
„Durch das einfache Experiment, die Kamera auf den Kopf zu stellen, eröffnet der Film eine erfrischende Perspektive auf die ländliche Architektur und die raue Landschaft. Die Kamerabewegungen verschmelzen wunderbar mit den Bewegungen der Natur und zaubern einen monumentalen Horizont auf die Leinwand.“

## Auszeichnungen
Ann Arbor Film Festival 2010
- Peter Wilde Award for Most Technically Innovative Film

Internationale Kurzfilmtage Oberhausen 2010
- Lobende Erwähnung der Internationalen Jury